# Rudol'f Abel'
Rudol'f Ivanovič Abel' (in cirillico: Рудольф Иванович Абель), altro nome di William Genrikowitsch Fischer, (Benwell, 11 luglio 1903 – Mosca, 15 novembre 1971) è stato un agente segreto sovietico.

## Biografia
Nato nel 1903 a Benwell, nei pressi di Newcastle upon Tyne nel Regno Unito, da madre russa e da padre tedesco di Russia, Abel' in gioventù si era impratichito nelle lingue straniere e, rientrato in Unione Sovietica, nel 1927 era entrato nella GPU. Durante la seconda guerra mondiale era stato in Germania ed aveva fatto parte dell'Orchestra Rossa.
Il 21 giugno 1957 venne arrestato negli Stati Uniti per il caso del nichelino cavo e condannato a 30 anni di carcere, di cui scontò però solamente quattro; infatti Abel', la cui difesa fu affidata dal governo americano all'avvocato James B. Donovan, rimaneva importante per la rete spionistica sovietica e, inoltre, era riuscito a ridurre al minimo i danni derivanti dalla sua scoperta e cattura, tanto che l'URSS propose ed ottenne per il 10 febbraio 1962 il suo scambio con Francis Gary Powers, pilota americano di un aereo Lockheed U-2 abbattuto nel 1960.
Lo scambio avvenne all'alba, a breve distanza da Berlino, sul ponte di Glienicke (noto come il ponte delle spie). Rientrato in Unione Sovietica, Abel' ricevette l'Ordine di Lenin e divenne insegnante alla scuola addestramento del KGB.

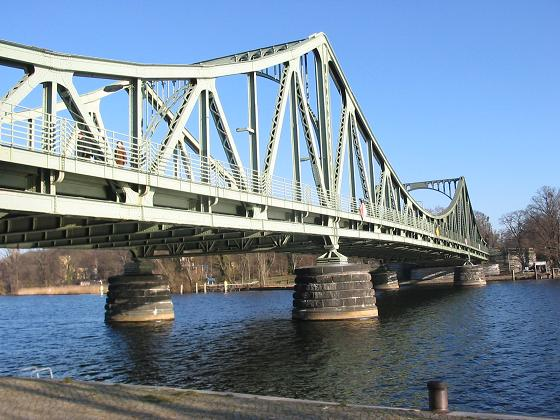
Il ponte di Glienicke

## Nei media
Abel' è stato interpretato da Mark Rylance nel film Il ponte delle spie, dedicato alla sua vicenda. L'interpretazione di Abel' ha fruttato all'attore la vittoria del Premio Oscar come migliore attore non protagonista nel 2016.